# Maria Müller (Sängerin)
Maria Müller (* 29. Januar 1898 in Theresienstadt, Österreich-Ungarn; † 13. März 1958 in Bayreuth) war eine österreichische Opernsängerin (Sopran).

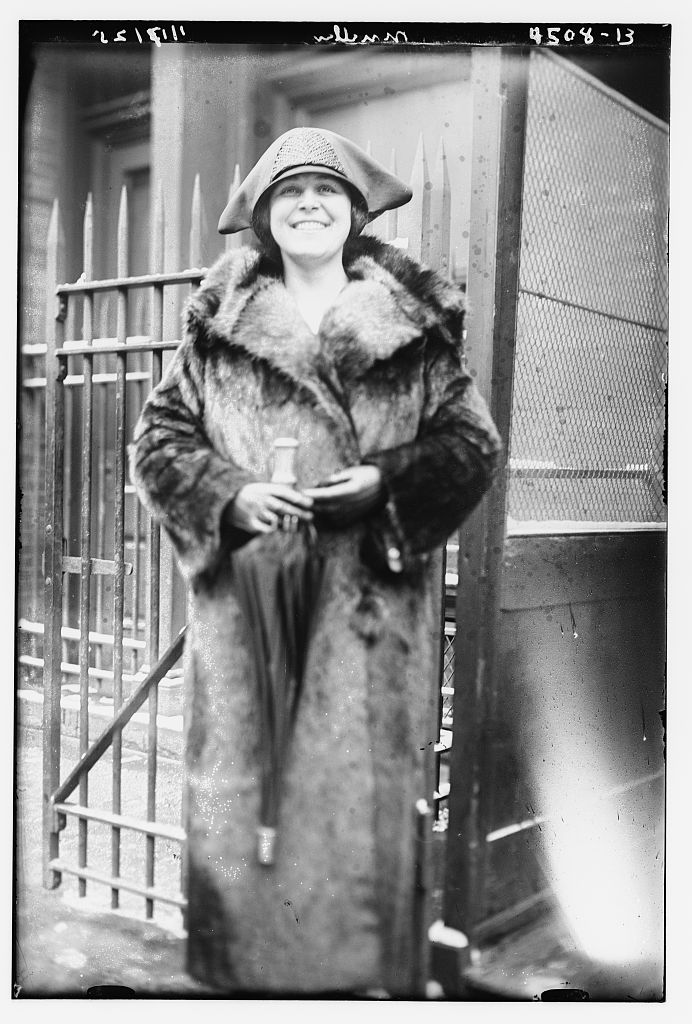
Maria Müller bei der MET (1918)

## Leben

### Anfang
Maria Müller wurde im Jahre 1889 im böhmischen Theresienstadt geboren. Sie erhielt ihre Ausbildung am Prager Konservatorium und in Wien am Neuen Wiener Konservatorium bei Erik Schmedes. Im Oktober 1919 debütierte sie am Landestheater Linz als „Elsa“ im Lohengrin von Richard Wagner. Es folgten Engagements in Brünn, am Deutschen Theater Prag und an der Bayerischen Staatsoper in München. Bereits hier sang Maria Müller überwiegend Wagner, den Kernbereich ihres Repertoires.

### Metropolitan Opera
Am 21. Januar 1925 trat sie ersten Mal an der Metropolitan Opera New York als „Sieglinde“ in der Walküre auf. Am nächsten Tag schrieb der Musikkritiker Olin Downes in der New York Times: „young Czech soprano .. was warmly welcomed. She has a fresh and youthful voice, a little small for the demands of her role, much grace and sincerity as an actress. Not often is the figure of Sieglinde so human, so tender and so appealing to the beholder.“ (junge tschechische Sopranistin .. wurde herzlich genommen. Sie hat eine frische und jugendliche Stimme, ein wenig klein für die Rolle, aber mit viel Grazie und Aufrichtigkeit in ihrer Vorstellung. Nicht oft ist die Figur von Sieglinde so menschlich, so zart und ansprechend anzuschauen).
Im selben Jahr sang sie die „Donna Elvira“ im Don Giovanni. Von 1925 bis 1935 wirkte sie in insgesamt in 196 Vorstellungen mit. Sie sang in verschiedenen Ur- und Erstaufführungen wie bei der US-amerikanischen Erstaufführung der Madonna imperia von Franco Alfano (8. Februar 1928), Fra Gherardo von Ildebrando Pizzetti (29. März 1929), Schwanda, der Dudelsackpfeifer des tschechisch-amerikanischen Komponisten Jaromír Weinberger (7. November 1931) und Simon Boccanegra (29. Januar 1932).

### Berlin
Von 1926 bis 1929 gastierte Maria Müller – häufig unter der Leitung von Bruno Walter – regelmäßig an der Städtischen Oper Berlin, in der Spielzeit 1930/31 war sie dort fest engagiert. Von 1927 bis 1931 und von 1934 bis 1945 war sie prominentes Mitglied der Staatsoper Unter den Linden. Anfang der 1930er Jahre wurde sie zur preußischen Kammersängerin ernannt. 1951/52 sang sie nochmals an der Städtischen Oper Berlin (Sieglinde in Die Walküre und die Primadonna/Ariadne in Ariadne auf Naxos).

### Bayreuth
1930 debütierte Maria Müller bei den Bayreuther Festspielen unter Arturo Toscanini in der Rolle der Elisabeth in Tannhäuser. In den folgenden Jahren trat sie dort in allen wichtigen Partien ihres Stimmfaches auf: 1931 wiederum als Elisabeth und zusätzlich als Sieglinde (Die Walküre), eine Partie, in der sie bis 1942 in jedem Festspielsommer zu hören war.
1933/34 und 1943/44 sang sie die Eva (Die Meistersinger von Nürnberg), 1936/37 die Elsa (Lohengrin), 1936/37 die Gutrune (Götterdämmerung) und von 1939 bis 1942 die Senta (Der fliegende Holländer).
Ein Kritiker der New York Herald Tribune urteilte 1936 über ihren Auftritt in Bayreuth: „Müllers Stimme ist frischer und schöner als an der Metropolitan.“

### Weitere Rollen
Bei den Salzburger Festspielen sang sie 1931 die „Eurydice“, 1933 die „Rezia“ in Oberon und 1934 die „Donna Elvira“. An der Covent Garden Opera debütierte sie 1934 als „Eva“ in den Meistersingern und sang 1937 die „Sieglinde“ in der Walküre.
Ihr Repertoire umfasste zusätzlich Hauptrollen in Die ägyptische Helena, Jenufa, „Iphigenie“ in Iphigénie en Tauride, „Djula“ in Ero der Schelm von Jakov Gotovac, „Pamina“ in der Zauberflöte, Tosca und „Marguerite“ in Faust von Gounod. 
Maria Müller hatte ein umfangreiches Opern- und Liedrepertoire, erlangte aber besondere Bedeutung als Wagner-Interpretin, als Liedinterpretin trat Müller gemeinsam mit dem Pianisten Sebastian Peschko häufig auf.
Müller stand 1944 in der Gottbegnadeten-Liste des Reichsministeriums für Volksaufklärung und Propaganda.
Sie war seit Mitte der 1920er Jahre mit dem Juristen Wilhelm Reichenauer (* 1891 Hermannstadt, vermisst im Zweiten Weltkrieg) verheiratet.
Nach dem Ende des Zweiten Weltkriegs lebte Maria Müller in Bayreuth. Sie wurde auf dem dortigen Stadtfriedhof beigesetzt. Ihr Grab liegt zwischen den Grabstätten von Franz Liszt und der Familie Wagner. 1983 übernahm die Stadt Bayreuth die Pflege des Grabes. Das Grab wurde im Frühjahr 2011 aufgelöst, nach Protesten aus dem In- und Ausland wurde der Grabstein jedoch an gleicher Stelle wieder aufgerichtet.

## Diskografie
- Tannhäuser 1930[9].
- Die Meistersinger von Nürnberg[10]
- Lohengrin[11]
- Walküre[12]
- Der Freischütz[13]